# Хипот (син на Филант)
Вижте пояснителната страница за други значения на Хипот.
Хипот (на латински: Hippotes), потомък (правнук) на Херакъл, е в гръцката митология син на Филант (син на Антиох) и на Лайпефилена, дъщерята на Йолай и Мегара. Той е брат на Теро, която от Аполон има син Херон, епоним на Херонея.
При поход за обратното завладяване на Пелопонес Хипот убива акарнанския гадател Карн при Навпактос, понеже мисли, че е изпратен от врага. Аполон, богът на светлината, за отмъшение изпраща голямо нещастие в лагера на Хераклидите, флотата е разрушена от буря и войската е наказана с глад. По съвет от оракула Хипот е изпратен, за да се успокои Аполон, за десет години на заточение извън страната, където създава Алет.

## Weblinks
- web.archive.org
- www.vollmer-mythologie.de Архив на оригинала от 2016-03-04 в Wayback Machine.
- www.zeno.org